# Still: A Michael J. Fox Movie
Still: A Michael J. Fox Movie ist ein US-amerikanischer Dokumentarfilm aus dem Jahr 2023 unter der Regie von Davis Guggenheim über das Leben des Schauspielers Michael J. Fox und seinen Kampf mit der Parkinson-Krankheit. Der Film feierte seine Premiere auf dem Sundance Film Festival 2023 am 20. Januar und wurde am 12. Mai 2023 auf Apple TV+ veröffentlicht.

## Handlung
Die Dokumentation stellt Michael J. Fox mit einem Interview in den Fokus.
Mit Unterstützung von Filmausschnitten, biografischen Spielfilmelementen und Privaten Aufnahmen erzählt Michael J. Fox wichtige Einzelheiten aus seiner beruflichen Laufbahn als Schauspieler und seinem Umgang mit der erstmalig 1991 auftretenden Parkinson Diagnose in der Öffentlichkeit.

## Kritiken
Christy Lemire von RogerEbert.com gab dem Film dreieinhalb von vier Sternen und schrieb: "Dies hätte ein rührseliger Film sein können – ein „Iss dein Gemüse“-Film über eine inspirierende Figur, die Widrigkeiten überwindet. Aber Fox’ zurückhaltende, sachliche Stimme zieht sich wie ein roter Faden durch den Film und gibt ‘Still’ Auftrieb.
Teresa Vena von Filmstarts vergab dem Film 4,5 von 5 Sternen und stellte fest, dass der Film nicht nur eine warmherzige Hommage an eine der sympathischsten Persönlichkeiten Hollywoods, sondern zudem auch auf einer rein formalen Ebene dank eines komplexen visuellen Konzepts extrem eindrücklich sei.

## Auszeichnungen
Bei den 75. Primetime Emmy Awards erhielt der Film vier Creative Arts Emmy Awards.